# Vol TWA 800
Cet article concerne l'accident de 1996. Pour l'accident de 1964, voir Vol TWA 800 (1964).
L'accident du vol TWA 800 est l'explosion en vol d'un Boeing 747 de la Trans World Airlines (TWA), survenue le 17 juillet 1996 au large de Long Island, 12 min après son décollage de l'aéroport international de New York - John-F.-Kennedy. Ce vol international régulier, à destination de l'aéroport Léonard-de-Vinci de Rome Fiumicino, avec une escale prévue à l'aéroport de Paris-Charles-de-Gaulle, transportait 230 personnes (2 pilotes, 2 mécaniciens navigants, 14 hôtesses et stewards et 212 passagers) à son bord, dont aucune n'a survécu. Il s'agit de la troisième catastrophe aérienne la plus meurtrière dans l'histoire des États-Unis.
À deux jours du début sur le sol américain des Jeux olympiques d'Atlanta, les premières hypothèses et les premiers témoignages laissaient penser à un acte terroriste, ce qui justifia l'intervention du FBI dès le jour de l'accident, sous la direction de James K. Kallstrom, chef du bureau de New York, et sa participation à l'enquête officielle conjointement avec le bureau d'enquête sur les accidents aériens américain (NTSB).
L'enquête a battu des records de durée (quatre ans) et de coût (35 millions de dollars) pour une enquête sur un accident aérien. Les enquêteurs ont reconstitué l'avion dans un hangar de Long Island, à partir de près de 500 000 pièces récupérées dans l'océan Atlantique, soit près de 95 % de l'appareil.
Le 23 août 2000, le NTSB conclut que l'accident était probablement dû à l'explosion du réservoir de carburant central de l'appareil. Cette explosion aurait résulté de la formation d'une atmosphère explosive composée d'air et de vapeurs de kérosène à l'intérieur de ce réservoir, atmosphère qui se serait enflammée et aurait explosé, amenant la destruction de la partie médiane de la carlingue. La cause de cette inflammation du réservoir n'a pu être déterminée avec certitude, mais la plus probable est un court-circuit externe au réservoir qui a provoqué une intensité excessive sur le câble électrique menant à la jauge de carburant à l'intérieur du réservoir central.
De forts soupçons pèsent sur un missile américain, compte tenu des exercices militaires au même moment et les débris retrouvés sur la carlingue ne pouvant être que d'origine militaire.

## Les faits

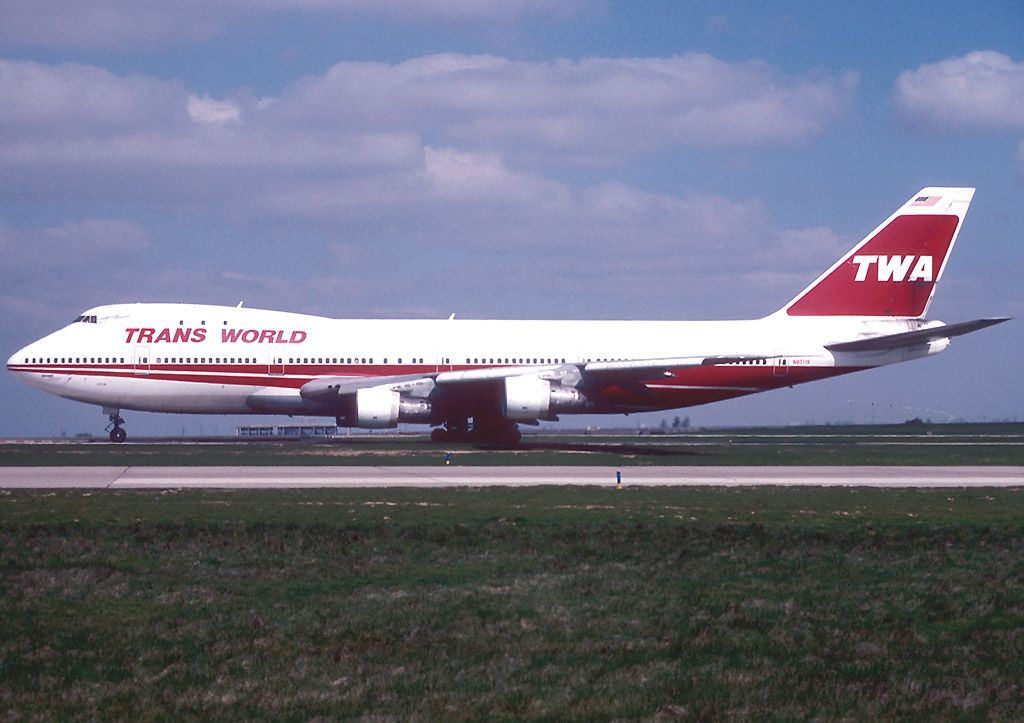
N93119, l'avion impliqué dans l'accident, aperçu à l'aéroport de Paris-Charles-de-Gaulle en mai 1995.

L'appareil accidenté, un Boeing 747-131 de la compagnie américaine Trans World Airlines (TWA), a été fabriqué par Boeing en juillet 1971. L'avion avait obtenu son certificat de navigabilité en octobre 1971 a été acheté neuf par la TWA en 1971. Cet avion gros-porteur était propulsé par quatre turboréacteurs Pratt & Whitney JT9D-7AH et totalisait 93 303 heures de vol et 16 869 cycles (décollages/atterrissages) au moment de l'accident. C'était un 747 de la première génération (TWA a été la première compagnie à acquérir des 747).
L'appareil venait d'effectuer un vol transatlantique en provenance d'Athènes, le vol TWA 881, et arrivait au terminal de JFK à 16 h 38. L'équipage ne détecta aucune anomalie et il y eut, comme prévu, un changement d'équipage. La vérification de l'appareil effectuée vers 18 h ne détecta aussi aucun problème, excepté une avarie d'une jauge de kérosène, défaillance jugée sans conséquence par les mécaniciens. Il fut procédé au remplissage des réservoirs des ailes, suffisant pour effectuer le vol prévu, et le réservoir central fut laissé vide.
L'escale à JFK dura 3 h 50, plus longtemps que prévu. Son départ pour Paris Charles de Gaulle était prévu vers 19 h mais il prit du retard sur son horaire à la suite du problème d'un équipement au sol et au fait qu'un passager avait enregistré ses bagages (qui étaient donc dans la soute) mais n'était pas monté à bord.
Après l'annonce de l'embarquement du passager, l'avion quitte la porte d'embarquement à 20 h 2 et décolle à 20 h 19,. Dans le poste de pilotage se trouvaient quatre hommes : le commandant de bord examinateur, Steven Snyder, 57 ans, un pilote expérimenté de la TWA, avec plus de 17 000 heures de vol, le commandant en instruction, 58 ans, Ralph G. Kevorkian, qui totalise 18 800 heures de vol à son actif, un élève mécanicien de 25 ans, Oliver Krick, supervisé par un mécanicien expérimenté de 62 ans, Richard G. Campbell.

La trajectoire du vol 800 de son décollage à l'accident.

Le temps était clair. L'avion suivit la route et les instructions du contrôle aérien, virant et montant aux paliers successifs qui lui étaient indiqués en vue d'atteindre son altitude de croisière. La dernière transmission radio avec l'avion intervint à 20 h 30 après que l'équipage reçut et confirma les instructions du centre de contrôle aérien de Boston pour monter à 15 000 pieds. Le vol TWA 800 était en train de monter quand les deux enregistreurs de vol interrompirent brutalement leur enregistrement à 20 h 31 min 12 s,. Au même moment fut enregistré le dernier retour radar du transpondeur du Boeing par le radar de la Federal Aviation Administration (FAA) à Trevose en Pennsylvanie.
À 20 h 31 min 50 s, le commandant de bord d'un Boeing 737 d'Eastwind Airlines signala au contrôle aérien de Boston qu'il avait aperçu une explosion à environ 16 000 pieds, au-devant de son appareil. Ensuite, différents contrôleurs aériens reçurent des rapports similaires d'une explosion de la part d'autres avions se trouvant dans cette zone aérienne fréquentée. Des témoins, à terre ou en mer, témoigneront plus tard qu'ils ont vu, ou entendu, une explosion accompagnée par une grande boule de feu au-dessus de l'océan, observant des chutes de débris, certains en feu, dans la mer.
Environ un tiers des témoins rapporteront avoir vu dans le ciel un jet de lumière montant à l'endroit où la boule de feu est apparue. C'est sur la base de ces nombreux témoignages que fut échafaudée l'hypothèse d'un missile qui aurait été accidentellement tiré depuis un sous-marin, hypothèse écartée par les enquêteurs. Un hélicoptère des garde-côtes, piloté par Fred Meyer, était aux alentours au moment de l'accident qui se produisit au-dessus et légèrement derrière lui. Il fut obligé dans un premier temps de quitter la zone pour éviter la chute des débris autour de son appareil.
L'alerte fut donc rapidement donnée. Un autre hélicoptère de secours rejoignit très vite la zone de l'accident, rejoint par quarante bâtiments ou vedettes des garde-côtes, des vedettes de police et de nombreuses embarcations de particuliers. La partie de l'océan où les débris flottaient était en flamme à l'arrivée des navires. Les recherches de survivants durèrent toute la nuit, sans succès.

## Victimes
| Nationalité | Passagers | Équipage | Total |
| ----------- | --------- | -------- | ----- |
| États-Unis  | 125       | 17       | 142   |
| France      | 42        | 0        | 42    |
| Algérie     | 9         | 0        | 9     |
| Italie      | 8         | 1        | 9     |
| Royaume-Uni | 7         | 0        | 7     |
| Danemark    | 6         | 0        | 6     |
| Belgique    | 4         | 0        | 4     |
| Irlande     | 4         | 0        | 4     |
| Allemagne   | 2         | 0        | 2     |
| Norvège     | 2         | 0        | 2     |
| Israël      | 1         | 0        | 1     |
| Espagne     | 1         | 0        | 1     |
| Suède       | 1         | 0        | 1     |
| Total       | 212       | 18       | 230   |

Parmi les passagers du vol 800 se trouvaient :
- Rodolphe Mérieux, biologiste français, héritier de la famille Mérieux ;
- Yvon Lamour, professeur de physiologie et chef du service Neurologie Fonctionnelle à l'hôpital Lariboisière, à Paris. Il travaillait sur la maladie d'Alzheimer. Auteur de L’Âge de déraison (Paris : Plon, 1990)[8].
- Marcel Dadi, guitariste français ;
- Hervé Gabourdes, architecte à Nîmes de la chambre des métiers entre autres
- Guy Dupont, rédacteur en chef de Guitare et Clavier ;
- Rico Puhlmann, un photographe de mode allemand ;
- Sylvain Delange, un jeune artiste peintre français ;
- Pam Lychner (en), avocate américaine des victimes de crimes
  - La ville de Spring Valley Village au Grand Houston a érigé une statue en bronze de Pam Lychner (en) et ses filles, nommé « Love's Embrace » (« Étreinte de l'amour »), à l'hôtel de ville. Les visiteurs ont lu les plaques, touché le bronze et déposé des roses. Lisa Gray de l'Houston Press a dit que la statue est « shamelessly emotional, a monument to a secular saint and her daughters » (« émouvant et sans pudeur, un monument pour une laïque sainte et ses filles »)[9].
- Jed Johnson (en), un décorateur d'intérieur américain qui avait partagé pendant 12 ans la vie d'Andy Warhol;
- Michel Breistroff, un international français de hockey sur glace ;
- Ana Maria Shorter, épouse du compositeur et saxophoniste Wayne Shorter ;
- Jean Zara, secrétaire général adjoint du Bureau national de métrologie (BNM), docteur en physique nucléaire ;
- 16 membres du club français du lycée de Montoursville en Pennsylvanie et leurs cinq accompagnateurs[10].
- Courtney Elisabeth Johns, sœur de Geoff Johns, le créateur à la fois du personnage de bande dessinée de Courtney Whitmore et de la série Stargirl. Geoff Johns a révélé dans plusieurs interviews que son personnage de Stargirl est basé sur sa sœur Courtney, décédée à l'âge de 18 ans dans l'explosion du vol TWA 800.

## Les enquêtes

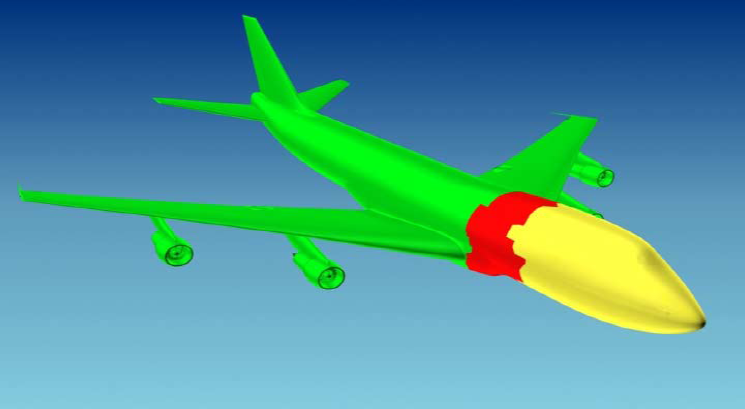
Les trois sources de débris.

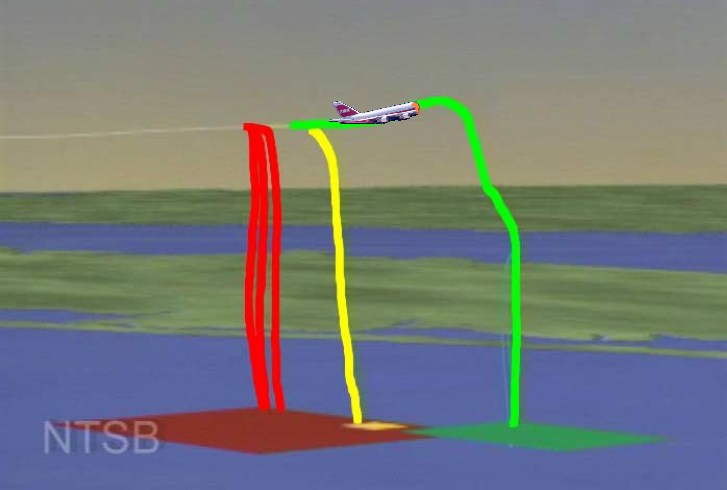
Répartition des débris.

La proximité des Jeux olympiques d'été d'Atlanta, la liste des passagers, l'existence de menaces contre les États-Unis et d'une revendication de la part d'un groupe terroriste ainsi qu’a priori l'absence de défaillance matérielle ou humaine amenèrent à retenir la thèse de l'attentat, avec l'explosion d'une bombe à bord, ou par un tir de missile. Le FBI se saisit donc de l'affaire et enquête avec le NTSB.

## Enquête initiale

### Collecte des débris
Les opérations de recherche furent menées assez rapidement. La priorité fut donnée d'abord à la récupération des corps, puis à tous les débris de l'appareil. D'importants moyens furent déployés, principalement ceux de l'US Navy pour retrouver le maximum d'éléments de l'épave du Boeing. Les victimes et les débris sont récupérés par des plongeurs à l'œuvre dès le lendemain de l'accident. La tâche fut facilitée par la faible profondeur de la zone, 37 m en moyenne. À la fin des opérations, le fond sera entièrement ratissé par chalut pour récupérer tout élément qui aurait été manqué ou se serait enfoncé dans le fond marin.
La disposition des débris sur le fond et leur analyse permettent de déterminer qu'au moment de l'explosion, l'avion s'est cassé en deux. L'avant (du cockpit jusqu'au rang 16 de la classe économique) s'est détaché, s'est retourné puis est tombé. La partie arrière a continué sur sa trajectoire ascendante pendant quelques secondes avant de plonger elle aussi vers l'océan. Elle était alors à une altitude de 13 800 pieds (4 100 m) et à la vitesse de 380 nœuds.
En effet, au fur et à mesure que l'analyse du site et de la récupération des débris progressèrent, trois grands champs de débris se dessinèrent. La zone jaune, la zone rouge et la zone verte contiennent respectivement les débris de l'avant, d'une petite partie centrale et de l'arrière de l'appareil. La zone rouge est la zone la plus étendue et contient avant tout la structure du fuselage (des stations 840 à 1000). Elle contient également la plus grande partie du longeron avant de la section centrale de l'aile, le longeron de portée no 3 (Span Wise Beam 3), la partie avant du longeron de la poutre principale (keel beam) et le plancher de la cabine du dessus de la section centrale avant. Certaines pièces de l'épave trouvées dans la zone rouge ont des dépôts d'une légère suie, mais aucun n'a de dépôts, moyens ou importants, de suie. Il n'y a aucune preuve d'autres expositions au feu sur les morceaux retrouvés de l'épave dans la zone rouge. La zone jaune contient la partie avant de l'appareil (devant la station 840) dont le cockpit. Cette structure heurta la mer à peu près intacte et montre des dégâts importants liés à cet impact. L'épave récupérée dans la zone jaune ne présente aucune trace ou preuve de suie, de feu ou de chaleur. La zone verte avec la grande partie arrière du fuselage, les ailes et les réacteurs, est située le plus loin sur le trajet de l'avion. L'épave de la zone verte présente différents niveaux de suie, de dommages liés au feu ou à la chaleur, la plupart très étendus, dépendants de l'endroit de l'appareil et du moment où ils ont été séparés du reste de la structure.
Les formes des dommages liés à l'incendie de l'épave montrent que la partie de l'épave résultant de la première rupture (zone rouge) n'a que de légères traces de combustion, que la partie avant qui est tombé plus près de la trajectoire de l'avion n'en avait pas, et que les principales preuves d'incendie se retrouvent sur les parties arrière du fuselage et des ailes, les plus éloignées de la trajectoire de vol. Cela démontre, selon le NTSB, qu'après l'explosion dans le réservoir central d'aile (Center Wing Tank), l'intégralité de l'incendie s'est produit après la rupture de l'appareil.
Les restes des 230 victimes et plus de 95 % de l'épave de l'avion furent retrouvés,. Une morgue temporaire fut installée à la station des Garde-Côtes d'East Moriches (Long Island) qui indiqua avoir ensuite transporté les corps à la morgue du bureau d'examen médical du comté de Suffolk à Hauppauge, sur Long Island (État de New York).
Les débris de l'épave furent transportés par bateau jusqu'à la côte puis acheminés par camion et déposés dans un hangar. Celui-ci, loué pour l'occasion.  se situait dans d'anciens bâtiments de la société Grumman à Calverton pour stockage et reconstitution (ce bâtiment devint le centre de commandement et le quartier général de l'enquête). Des équipes du NTSB et du FBI étaient présentes pour observer tous les transferts des débris et pour préserver les preuves éventuelles.
Un premier examen des débris de l'appareil révéla de potentiels résidus d'explosif sur trois débris provenant d'endroits différents de l'appareil. Des analyses complémentaires déterminèrent que l'un contenait des traces de cyclotriméthylènetrinitramine (RDX), un autre de la nitroglycérine et le troisième un mélange de RDX et de tétranitrate de pentaérythritol ou penthrite (PETN). Cependant, aucune localisation sur l'appareil des pièces retrouvées ne correspondait à la source de l'explosion dans le réservoir d'aile central. Il n'existait pas de dommages apparents causés par une détonation très explosive sur les éléments retrouvés de l'épave.

### Les boîtes noires
Les deux boîtes noires, l'enregistreur de voix du cockpit (Cockpit Voice Recorder ou CVR) et l'enregistreur de données de vol (Flight Data Recorder ou FDR) sont retrouvées, le 6e jour, par les plongeurs de l'US Navy, non loin l'une de l'autre. Les boîtes sont abimées et l'une s'est même ouverte sous le choc mais les bandes se révèlent parfaitement exploitables. Rien d'anormal sur le CVR jusqu'à 20:29:15 quand le commandant de bord déclare : « Regardez ce dingue d'indicateur de flux de carburant sur le numéro 4... Vous voyez ça ? » Le contrôle aérien de Boston autorisa le vol TWA 800 à monter et à se maintenir à 15 000 pieds à 20:30:15, suivi par l'ordre du commandant de bord « poussée de montée » (climb thrust) et accusant réception de l'autorisation du contrôle aérien dans les secondes suivantes. À 20:30:35, l'ingénieur de vol dit « power's set. » À 20:30:42 le microphone d'ambiance du cockpit enregistra un mouvement mécanique dans le cockpit, suivi par un mot inintelligible à 20:31:03, suivi par un son similaire à celui d'un « dommage sur la bande d'enregistrement » à 20:31:05. La bande s'arrête brutalement à 20:31:12. Une analyse du spectre du bruit révèle que durant la dernière seconde d'enregistrement, il y a deux évènements inhabituels sur le canal du microphone du casque du commandant de bord où un son très court à une fréquence de 400 hertz est enregistré (le système électrique de l'avion fonctionne normalement sur un fréquence linéaire de 400 Hz). D'autres bruits électriques normalement enregistrés en fond sonore sur ce canal cessent durant deux courts moments de 0,73 et 0,68 seconde avant la fin de la bande. Les autres canaux du CVR enregistrent normalement. Le dernier événement est enregistré sur tous les canaux du CVR et implique un très court mais très fort bruit ne durant que 0,117 seconde avant que la bande ne s'arrête. L'enregistrement de la bande du CVR s'arrête avec l'arrêt de l'alimentation électrique à 20:31:12, ce qui correspond au moment du dernier retour radar reçu du transpondeur de l'avion.
Le fort bruit entendu à la fin de la bande du CVR est alors comparé à d'autres bruits similaires des enregistrements de deux Boeing 747 qui ont été détruits par une bombe dans la soute avant, le vol Pan Am 103 et le vol Air India 182. Il est aussi comparé avec la bande du vol United Airlines 811, un 747-100 comme celui de la TWA, qui a connu une décompression explosive due à une défaillance de sa porte de soute avant, et avec la bande du vol Philippine Airlines 143, un Boeing 737 qui a souffert d'une explosion du mélange air/kérosène dans son réservoir central, alors que l'avion était encore au sol. Les bandes des avions avec explosion d'une bombe montrent une très rapide élévation du niveau sonore, une durée très brève et une très rapide chute du bruit de l'explosion. Dans le cas des trois autres avions, dont celui du vol TWA 800, la montée du bruit est plus graduelle, la durée du pic sonore plus longue et la baisse du bruit plus graduelle.
Les données de vol enregistrées correspondaient à celle d'un avion en train de prendre de l'altitude quand l'enregistrement s'est brutalement interrompu, à cause d'un arrêt de l'alimentation électrique.

## Enquête du FBI
En parallèle de l'enquête du NTSB, le FBI mena une enquête criminelle sur la cause du crash.

### Les témoins

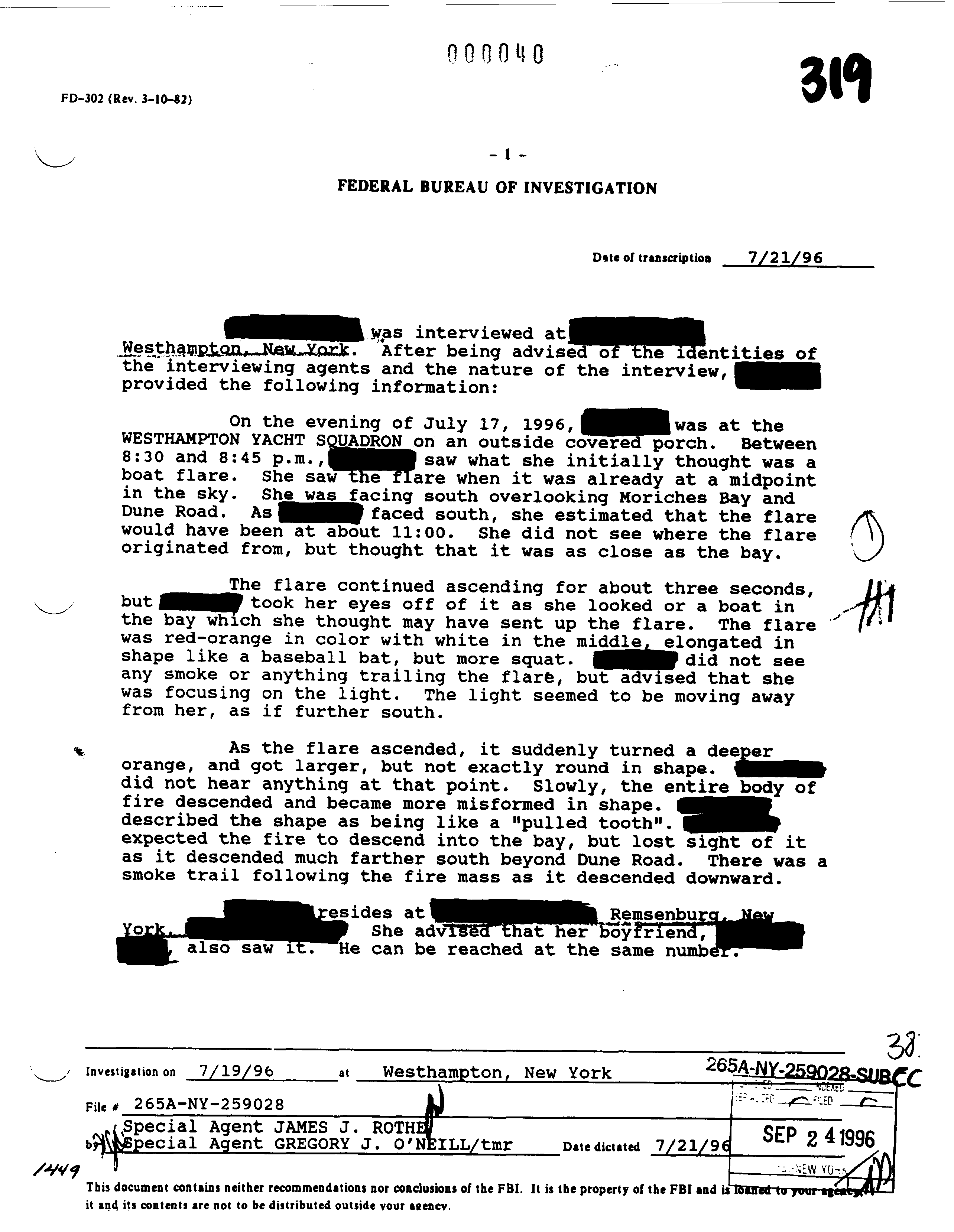
Exemple d'un résumé de déclaration de témoin produit par le FBI.

Les interrogatoires des témoins du sinistre du vol TWA 800 furent conduits par le FBI. Il fut demandé au NTSB de ne pas interroger ou réinterroger des témoins car des interrogatoires multiples pouvaient conduire à des difficultés en cas de futures poursuites criminelles. Aucun enregistrement des interrogatoires de témoins ne fut fait, les agents fédéraux qui conduisaient ces entretiens écrivant des résumés qu'ils soumettaient ensuite au témoin. Les témoins ne furent pas invités à relire ou à apporter des corrections aux documents. Après que le FBI a mis fin à son enquête criminelle, les résumés furent redonnés au NTSB (avec les informations personnelles sur les témoins interrogés). Le NTSB a ensuite formé un groupe de témoins pour revoir tous les documents.
Ce groupe de témoins a relu tous les résumés et indiqua qu'il contenait les témoignages de 736 personnes différentes. Parmi ceux-ci, le groupe détermina que 670 témoins virent quelque chose qui était probablement en rapport avec l'accident et presque 250 rapportèrent qu'ils ont entendu quelque chose qui était probablement rattaché à l'accident. 239 rapportèrent avoir entendu quelque chose diversement décrit comme « une explosion, un boum, un grondement ou du tonnerre », la plupart le long de la côte sud de Long Island, sur une distance de 15  à   20 km. 258 témoignages étaient caractérisés comme des témoignages dits « trainée de lumière » (streak of light) : « un objet se déplaçant dans le ciel, diversement décrit comme un point de lumière, des feux d'artifice, une torche, une étoile filante ou quelque chose de similaire ». Parmi ces 258 témoins, 38 rapportèrent que la trainée était en ascension verticale ou presque, 18 indiquèrent qu'elle venait de la surface de la terre et 7 de l'horizon.
599 témoins rapportèrent une boule de feu. Parmi eux, 264 rapportèrent avoir vu la boule de feu à l'origine, 200 rapportèrent avoir vu la boule de feu se diviser en deux et 217 rapportèrent que la boule de feu heurta la surface de l'eau ou disparut derrière l'horizon. 210 témoins rapportèrent avoir vu une boule de feu et une trainée de lumière.
Un dentiste de la région se trouvait sur son bateau de pêche au moment de l'accident. Il entendit la détonation et regarda dans le ciel où il vit la boule de feu tomber. Immédiatement, le Dr Curtis se rendit sur le lieu où l'avion s'était écrasé dans l'océan. Quand il arriva, il chercha à travers les débris de l'épave des survivants mais ne trouva que des passagers morts encore attachés à leur siège.

### Hypothèse d'un tir de missile terroriste
L'avion se trouvant à 13 km des côtes et à plus de 4 000 mètres d'altitude, le FBI en déduisit que seul un tir depuis une embarcation en mer était possible pour atteindre l'appareil (sauf à disposer d'une capacité de lancement de missile lourd mais que seules les armées possèdent et peuvent opérer et qui n'est pas discrète). 670 témoins oculaires furent interrogés, 20 000 embarcations vérifiées et les bateaux volés retrouvés furent analysés, mais sans résultat. De plus, rares sont les lance-missiles portatifs capables d'atteindre une cible à une telle hauteur. L'hypothèse d'un missile Stinger a été évoquée (certains groupes terroristes auraient pu s'en procurer en Afghanistan) mais même avec ce missile perfectionné, le tir restait aléatoire.

### Hypothèse du tir missile de l'US Navy
Lors de l'enquête, une rumeur commença à circuler sur l'Internet et à s'amplifier, selon laquelle l'avion de la TWA aurait été abattu accidentellement par un tir de missile lors d'un entrainement de l'US Navy. À l'appui de cette thèse, l'accident s'est produit alors que le vol 800 longeait une vaste zone militaire d'entrainement de la marine américaine, la W-105, au large de Long Island. Pierre Salinger, journaliste américain reconnu et ancien porte-parole de John Kennedy à la Maison-Blanche, soutint publiquement cette thèse. Il indiqua au cours d'une conférence de presse tenir l'information d'un de ses contacts au sein des services secrets français qui la tiendrait lui-même des services américains. Il parla ainsi d'une dissimulation volontaire de la part des autorités américaines. Pour appuyer sa thèse, il montre un enregistrement radar sur lequel on voit un écho radar à côté de l'écho du Boeing de la TWA. Le NTSB et le FBI indiqueront que cette trace n'était qu'un « écho fantôme », comme il s'en produit fréquemment, probablement du vol 18 de Jet Express qui venait de passer dans la zone.[réf. nécessaire]
Le FBI néanmoins indiquera avoir vérifié sérieusement l'hypothèse d'une erreur de tir de l'US Navy, James K. Kallstrom allant jusqu'à contacter directement le Chef d'état-major des armées des États-Unis, John Shalikashvili, pour lui demander une pleine coopération et transparence de la marine américaine. L'US Navy indiquera qu'aucun tir de missile n'était programmé ce jour-là et qu'aucun missile n'a été tiré dans la zone. Elle indiqua que dans un rayon en mer de 500 km autour de l'accident, seuls huit bâtiments de surface et huit sous-marins étaient en mer et cinq aéronefs en vol. Seuls un sous-marin et un hélicoptère étaient en exercice et sans tir de missile prévu. Le FBI indiquera avoir procédé à plusieurs vérifications et avoir enquêté plus particulièrement sur l'USS Normandy que la rumeur accusa un moment d'être le bateau tireur. Selon le FBI et l'US Navy, ce navire n'a pas tiré de missile et au vu de sa position au moment de l'accident, le Boeing de la TWA était hors de portée de tir. Mais au même moment James Sanders, journaliste américain et ancien policier, accusa le FBI d'avoir tenté de détruire des preuves et de disqualifier des témoins de l'envoi du missile militaire, au nombre de 34.
Le 18 novembre 1997, le FBI annonça qu'aucun élément n'avait été trouvé en faveur d'une cause criminelle et il arrêta son enquête.

## Analyses et tests complémentaires menés par le NTSB

### L'hypothèse de la bombe ou du missile
On observa sur le dossier de plusieurs sièges passagers endommagés une substance rouge-brun inconnue. Des investigations supplémentaires avec des tests effectués par la NASA révélèrent que cette substance provenait de la matière adhésive utilisée dans ces sièges. Le 23 août 1996, la Maison-Blanche, puis plus tard le FBI, annoncent que des traces de résidus d'explosif ont été retrouvées sur trois débris différents de l'appareil (une des pièces étant décrite comme un matériau genre canevas et les deux autres pièces comme des panneaux du plancher) Cependant, aucun dommage typiquement associé à une explosion de forte énergie que provoque une bombe ou la charge d'un missile (« sévère piquage, formation de cratères, de pétales ou lavage par gaz chauds ») ne fut retrouvé sur les pièces récupérées dont celles sur lesquelles on avait retrouvé les traces d'explosifs. Seuls 5 % des éléments du fuselage n'ont pu être retrouvés, aucune zone manquante n'était suffisamment grande pour couvrir toute la zone de dommages qu'aurait créée l'explosion d'une bombe ou un missile. De plus aucun des corps des victimes retrouvés ne présentait de traces de blessures ayant pu être provoquées par des explosifs de forte puissance.
Le NTSB considéra plusieurs possibilités pour expliquer la présence de ces traces de résidus d'explosifs dont l'utilisation de cet appareil pour le transport de troupes lors de la guerre du Golfe en 1991 mais surtout son utilisation pour un entrainement de recherche d'explosifs avec des chiens, environ un mois avant l'accident. Cependant, des tests menés par le Centre technique de la FAA conclurent que les résidus des types d'explosif retrouvés sur l'épave auraient complètement disparu après deux jours d'immersion dans l'eau de mer et n'auraient donc pas pu être détectés. Le NTSB en conclut donc qu'il était « fort possible » que ces résidus d'explosifs détectés aient été déposés pendant ou après les opérations de récupération. Le NTSB indiqua que les données radar du contrôle aérien d'Islip furent analysées, aucun des échos radar non expliqués ne croisait la trajectoire du vol TWA 800, à aucun moment, tous avaient une route divergente de celle du Boeing 747. Le manque de toute preuve corroborant une explosion de forte énergie conduisit le NTSB à conclure que « l'accident en vol du vol TWA-800 n'est pas dû à une bombe ou un tir de missile ».

### L'hypothèse d'un incident mécanique
Problème de structure ou décompression. Un examen minutieux des débris du fuselage ne donna aucun indice d'un défaut de structure comme une fatigue, une corrosion ou un dommage mécanique, ayant pu entrainer l'accident. Il fut également envisagé que l'accident puisse être dû à une ouverture ou une rupture de la porte de soute mais tous les éléments retrouvés indiquaient que celle-ci était fermée et verrouillée au moment de l'accident. Le NTSB conclut donc que « l'accident en vol du vol 800 de la TWA n'a pas été amorcé par des conditions préexistantes d'un défaut de structure ou d'une décompression ».
Explosion du mélange air/kérosène du réservoir central. Le NTSB créa un groupe chargé de déterminer la séquence de la destruction de la structure de l'avion et de comparer les différents scénarios proposés avec les observations structurelles. Le groupe conclut que le premier événement dans la séquence de destruction était une défaillance dans la structure du réservoir central, causée par une pression excessive à l'intérieur du réservoir. Cela conduisit à une série de défaillances structurelles conduisant à la séparation complète de l'avant du fuselage et à la destruction de l'appareil.
L'enquête se focalisa alors sur les vapeurs air/kérosène présentes dans le réservoir central (seul du carburant résiduel s'y trouvait au moment du vol). Elle chercha à savoir si elles étaient inflammables et la cause de la surpression. L'examen de sources de chaleur à proximité du réservoir révéla que les groupes produisant l'air conditionné, situés sous le réservoir, auraient pu contribuer à l'échauffement de ces vapeurs lorsque ces groupes ont fonctionné pendant 2 h 30 quand l'avion était en attente au terminal de l'aéroport JFK. Des tests recréant les conditions du vol montrèrent que les températures du mélange air/kérosène Jet A dans le réservoir central variaient de 38 à 53 °C alors que le mélange air/kérosène Jet A dans les mêmes conditions de vol était inflammable dès la température de 35,8 °C. Il fallut alors vérifier si une explosion des vapeurs air/kérosène dans le réservoir central était capable de générer une force suffisante pour briser le réservoir et causer la destruction de l'avion. Une modélisation informatique et une expérience sur une reproduction au 1/4e du réservoir central furent réalisées pour reproduire la mécanique de l'explosion d'un réservoir central. Durant ces expériences, des explosions étouffées dans le réservoir furent observées, à des endroits où la structure interne du réservoir multi-compartimenté ne permettait aux explosions de se développer avec assez de force pour provoquer les dommages attendus.
D'autres modélisations informatiques furent menées et, en juillet et août 1997, utilisant un 747 hors de service à l'aérodrome de Bruntingthorpe en Angleterre, furent réalisés des tests simulant une explosion carburant/air dans le réservoir central en allumant un mélange propane/air. Ces tests aboutirent à la destruction de la structure du réservoir due à la surpression. Le NTSB a admis que les conditions du test n'étaient pas complètement comparables aux conditions qui existaient sur le vol TWA 800 au moment de l'accident. Mais des accidents précédents impliquant une explosion du réservoir central de carburant Jet A, notablement le vol Avianca 203 et le vol de Philippine Airlines 143 conduisirent le NTSB à conclure que « sur la base de la séquence de destruction de l'appareil; les caractéristiques des dommages sur l'épave, les tests scientifiques et recherches sur le carburant, les explosions de réservoir et les conditions dans le réservoir central au moment de l'accident, l'analyse des informations données par les témoins, le Safety Board conclut que la destruction du vol TWA 800 en vol a été provoquée par une explosion du mélange air/carburant du réservoir central. »

### Causes de l'inflammation du réservoir
Dans leur recherche sur ce qui avait pu enflammer les vapeurs air/carburant et provoquer l'explosion dans le réservoir central, l'enquête évalua plusieurs sources possibles. Toutes sauf une furent considérées comme « très improbables » et une considérée comme « probable ».
Fragment de missile. Le NTSB était déjà arrivé à la conclusion qu'un tir de missile n'avait pas provoqué la cassure de la structure de l'appareil. Il regarda néanmoins la possibilité qu'un missile ait explosé assez près du Boeing de la TWA pour qu'un fragment de ce missile ait pénétré dans le réservoir central et ait enflammé les vapeurs air/carburant, mais avec une explosion assez éloignée pour n'avoir laissé aucun dommage caractéristique des tirs de missile. Utilisant des données fournies par le Naval Air Warfare Center, le Survivability/Vulnerability Information Analysis Center et le Missile and Space Intelligence Center, des simulations informatiques furent construites pour simuler l'explosion d'un missile à un endroit où un fragment puisse pénétrer dans le réservoir. Sur la base de ces simulations, l'enquête conclut qu'il était « très improbable » que la charge explose à un tel endroit où un fragment puisse pénétrer dans le réservoir central sans qu'aucun autre fragment n'impacte le reste de la structure de l'avion.
Petite charge explosive. De la même manière, l'enquête considéra la possibilité qu'un petit explosif placé sur le réservoir ait pu être la source de l'inflammation. Des tests menés par le NTSB et la Defence Evaluation and Research Agency britannique démontrèrent que lorsque le métal du même type et épaisseur que celui du réservoir central du Boeing 747 était pénétré par une petite charge, il se produisait une déformation en pétale à la surface de l'endroit où la charge était placée, piquant la surface adjacente et avec des dommages visibles de « lavage » par gaz chaud dans la zone environnante. Comme les restes retrouvés du réservoir ne présentaient pas ces dommages caractéristiques et qu'aucune des parties de l'appareil composées de restes non retrouvés ne couvrait une zone assez large pour comprendre tous les dommages attendus d'une telle charge explosive, l'enquête arriva à la conclusion que ce scénario était « très improbable ».
Autres sources possibles. Le NTSB enquêta aussi pour savoir si le mélange air/carburant aurait pu être enflammé par la foudre, une météorite, une auto-inflammation ou une inflammation par une surface chaude, un incendie ayant migré dans le réservoir central depuis un autre réservoir via le système de ventilation, un défaut, non contenu, d'un moteur, l'éclatement d'une turbine dans les groupes d'air conditionné situés sous le réservoir, un dysfonctionnement de la pompe de largage manuel, un dysfonctionnement de la pompe d'épuration du réservoir central ou de l'électricité statique. Après analyse, l'enquête détermina que ces sources potentielles étaient « très improbables » comme cause de l'inflammation.
Jauge à carburant. La FAA et les constructeurs aéronautiques reconnaissaient que des mélanges inflammables pouvaient exister n'importe quand dans les réservoirs de carburant. En conséquence, les concepteurs d'avion cherchent à éliminer toutes les sources possibles d'inflammation dans ces réservoirs. En priorité, ils s'assurent de maintenir à de très faibles niveaux les tensions et les courants électriques utilisés par la jauge de carburant et de protéger tous les dispositifs de toute intrusion de vapeur de kérosène. Dans le cas des modèles de Boeing 747-100, le seul câblage situé dans le réservoir est celui de la jauge de carburant.
Comme élément de l'enquête de la NTSB, le constructeur Boeing proposa des analyses par arbre de défaillances de possibles mécanismes d'inflammation du réservoir central d'aile (de telles analyses n'étaient ni réalisées, ni exigées en décembre 1969 quand le 747-100 fut certifié par la FAA). Cette analyse conclut que la probabilité qu'un défaut de câblage de la jauge carburant produise une source d'inflammation du réservoir central était de 1 × 10−6 événement par heure . Les normes réglementaires adoptées plus tard, en avril 1970, par la FAA exigeaient des probabilités d'un tel événement inférieures à 1 × 10−9 (ce qui était considéré comme « hautement improbable » et « non attendu de se produire pendant toute la vie opérationnelle de tous les avions d'un type donné ». Cependant une étude de l'arbre de défaillances fourni par Boeing par le Marshall Space Flight Center (MSFC) de la NASA critiqua fortement l'exactitude des résultats, concluant que les quantifications des analyses de l'arbre de défaillances « ne tenaient pas à la révision par un pair et ne devaient pas être vues comme réalistes ». Des études complémentaires par des équipes du MSFC indiquèrent que les chiffres « réalistes » utilisés pour un arbre de défaillances indiquaient une probabilité beaucoup plus forte d'inflammation au travers du système de câblage de la jauge à carburant.
La jauge était conçue pour utiliser une tension aussi basse que possible pour prévenir le risque qu'elle ne devienne une source possible d'inflammation. Donc, pour que la jauge à carburant devienne une source d'inflammation, un transfert d'une tension plus élevée que la normale était nécessaire ou tout autre mécanisme qui aurait permis à une énergie excessive d'être libérée dans le réservoir au travers du câblage de la jauge. Le NTSB montra qu'il existait des facteurs suggérant la possibilité qu'un court-circuit se soit produit, et que « ni le mécanisme permettant la libération, ni la localisation de cette inflammation dans le réservoir central ne pouvaient être déterminés par une preuve disponible ». Pourtant, le NTSB a conclu que « l'énergie d'inflammation de l'explosion du réservoir central est fort probablement entrée dans le réservoir par l'installation électrique de la jauge ».
La jauge de carburant a été conçue pour prévenir ce danger dans un fonctionnement normal, grâce à l'utilisation d'une très basse tension. Le tube intérieur du transformateur de la jauge à carburant montrait des dommages semblables à ceux du tube de transformateur qui fut la source d'inflammation du feu de réservoir (surge tank fire) qui a détruit un 747 près de Madrid en 1976. Cela n'était pas considéré comme preuve d'une source d'inflammation. Il y avait preuve d'un arc électrique dans un faisceau de câbles qui comprenait le câblage qui menait à la jauge dans le réservoir central. Il y avait aussi des preuves d'un arc électrique sur deux câbles partageant le même cheminement (à la station 955).
Le canal du CVR du commandant de bord montre deux « blancs » dans le fond sonore électrique dans la seconde précédant la fin de l'enregistrement (avec la séparation de la partie avant). Cela peut être la signature d'un arc électrique sur le câblage menant au cockpit adjacent au câblage menant à la pompe à carburant. Le commandant commente le « dingue » (« crazy ») affichage des mesures de flux de carburant sur le moteur no 4 environ deux minutes et demie avant la fin de l'enregistrement. Finalement, la jauge de carburant du réservoir central refonctionna et indiqua 290 kg au lieu de 135 kg, ce qui restait dans le réservoir. Des expériences ont montré qu'en appliquant un courant supérieur au câble menant à la jauge de carburant, on pouvait conduire l'affichage numérique de la jauge à donner une erreur de plusieurs centaines de kilos de carburant avant que le disjoncteur du circuit ne se déclenche. Ainsi l'anomalie de la jauge aurait pu être provoquée par un court-circuit sur le câblage de la jauge du réservoir central. Le NTSB conclut que la source la plus probable d'une tension suffisante pour provoquer l'inflammation dans le réservoir était un court-circuit d'un câblage endommagé ou avec les composants électriques de la jauge du réservoir. Comme tous les composants et câbles ne furent pas retrouvés, il n'est pas possible d'indiquer précisément la source ayant produit cette tension critique.

### Analyses des observations rapportées par les témoins

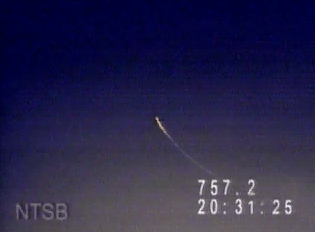
La plupart des observations des témoins parlent d'une trainée de lumière que la NTSB considéra être compatible avec la trajectoire calculée du vol de la TWA après l'explosion du réservoir central. La NTSB produisit une animation sur ce qu'un hypothétique témoin présent sur la côte aurait vu de l'avion accidenté.
Vidéo: Vue depuis la plage du vol TWA 800 (format .mov)

De nombreux témoins des environs du lieu de l'accident rapportèrent avoir vu une trainée de lumière (streak of light). Comme le NTSB le nota : « Il y eut un immense intérêt public pour les observations de ces témoins et beaucoup de spéculations sur le fait que cette trainée de lumière soit celle d'un missile qui aurait finalement frappé le vol TWA 800 provoquant l'explosion de l'avion. » Le groupe de témoins du NTSB conclut que la trainée de lumière rapportée par les témoins aurait pu être l'accident d'avion lui-même pendant une étape de son vol, avant que la boule de feu ne se développe, notant que la plupart des 258 témoignages sur une trainée de lumière étaient généralement compatibles avec la trajectoire calculée de l'avion accidenté après l'explosion du réservoir central.
Cependant, 38 témoins décrivirent une trainée de lumière qui montait verticalement ou presque, et ces témoignages « semblaient incompatibles avec la trajectoire de l'avion ». En plus, 18 témoins rapportèrent avoir vu une trainée de lumière qui avait pour origine la surface ou l'horizon, ce qui n'était pas « compatible avec la trajectoire de l'avion ». Au regard de ces témoignages divergents, le NTSB nota que dans des enquêtes précédentes, les informations données par des témoins étaient « souvent incompatibles avec les faits connus ou d'autres témoignages rapportés sur ce même évènement ». Les entretiens menés par le FBI s'étaient centrés sur la possibilité d'une attaque de missile (certains avancèrent que les questions des agents fédéraux étaient « Où était le soleil par rapport au point de lancement du missile ? » et « Combien de temps le missile a-t-il volé ? ») et la conséquence en était un possible biais des réponses. Le NTSB conclut qu'étant donné le grand nombre de témoins dans ce cas, il ne « s'attendait pas que à ce que toutes les observations documentées des témoins soient compatibles entre elles », et « ne voyait pas les témoignages apparemment anormaux comme la preuve persuasive que certains témoins avaient peut être vu un missile ».
L'enquête détermina que si les témoins avaient observé une attaque par missile, ils auraient vu la séquence suivante :
1. Une lumière du moteur en combustion du missile montant très rapidement et très fortement pendant environ huit secondes ;
2. La disparition de la lumière pendant sept secondes ;
3. Sur le missile frappant l'avion et enflammant le réservoir central, une autre lumière, se déplaçant elle considérablement plus lentement et plus latéralement que la première, pendant environ trente secondes ;
4. Cette lumière descendante avec simultanément, le développement d'une boule de feu tombant dans l'océan[2].

Aucun des documents de témoignages fournis au NTSB ne décrivent un tel scénario et l'enquête conclut que « les observations des témoins d'une trainée de lumière ne correspondaient pas à un missile mais que cette trainée de lumière rapportée par la plupart de ces témoins était le carburant en combustion lors du vol accidenté durant la phase entre l'explosion et la rupture de l'appareil  ».

## Les conclusions du NTSB
Voici la traduction de la conclusion du NTSB (dont la version originale est à la page 308 du rapport), conclusion tirée du rapport final du 23 août 2000 :

« Le NTSB détermine que la cause probable de l'accident du vol TWA 800 fut l'explosion du réservoir de carburant central, résultant de l'inflammation du mélange air/kérosène présent dans le réservoir. La source d'énergie pour le déclenchement de cette explosion ne peut pas être déterminée avec certitude, mais, selon les différentes hypothèses étudiées lors de l'investigation, la plus probable est un court-circuit externe au réservoir provoquant une surtension à l'intérieur du circuit électrique alimentant la jauge de carburant. »

En plus de cette cause probable, le NTSB trouva les facteurs suivants ayant contribué à l'accident :
- la manière de concevoir et de certifier que les explosions de réservoir de carburant peuvent être prévenues uniquement en excluant toutes sources d'inflammation ;
- la certification du Boeing 747 avec des sources de chaleur situées sous le réservoir central sans moyen de réduire la chaleur transférée à l'intérieur du réservoir ou de rendre les vapeurs de carburant non inflammables.

Durant son enquête et lors de son rapport final, le NTSB émit 15 recommandations, concernant principalement le réservoir de carburant et les problèmes liés au câblage. Parmi ces recommandations, applicables à la conception de nouveaux avions, et, quand c'est possible, aux avions existants, figure l'implémentation de systèmes d'inertage par azote (qui préviennent les explosions de réservoir en y injectant de l'azote pour chasser l'oxygène présent), ce qui débouchera sur la réglementation SFAR-88.

## Les contre-enquêtes
Un certain nombre de personnes ou d'associations n'ont pas été convaincues par les résultats de l'enquête officielle, et ont décidé de réaliser leur propre analyse.

### IAMAW
L'International Association of Machinists and Aerospace Workers (IAMAW), en français « Association internationale des mécaniciens et autres personnels de l'aviation », est un syndicat. L'association proposa son expertise technique auprès du FBI et du procureur de New York. La proposition fut sèchement refusée, au point que l'IAMAW note, au point 5 de l'introduction de son rapport, que « Nous fûmes considérés comme un élément criminel potentiel. [...] Les menaces reçues les deux premières semaines de l'enquête furent injustifiées, et sont inoubliables ».
Les conclusions du rapport de l'IAMAW ne sont pas en concordance avec celles du NTSB. Voici la traduction de ces conclusions (dont la version originale est à la page 9 du rapport) :
1. L’accident arriva lorsque l’avion était en vol. Les causes et les circonstances qui ont directement contribué à l’accident sont inconnues. Plusieurs voies ont été et continuent d’être examinées sur la cause de l’accident ;
2. La cause définitive n’est pas connue à ce jour. Le réservoir central de kérosène a explosé. Nous avons découvert que cette explosion fut le résultat d’un bris de l’appareil. Un événement initial causa une défaillance structurelle dans les zones 854 à 860, situées sous le côté gauche de l’avion. À la suite de l’apparition d’une haute pression, une brèche fut ouverte dans le fuselage et celui-ci se déchira. L’explosion en fut le « résultat » ;
3. Les moteurs fonctionnaient, deux produisaient encore de la poussée lorsqu’ils touchèrent l’océan. Puisqu’ils étaient encore en fonctionnement, ils fournissaient donc du courant électrique ;
4. À cause des circonstances particulières liées aux contrôles effectués par l’équipe d’investigation de l’accident d’avion, les dépositions des témoins ne sont pas suffisamment fiables pour aider à la détermination de l’événement initial qui serait arrivé à l’extérieur proche de l’avion ;
5. La déflagration n’a pas pénétré le compartiment bagage arrière. Elle expulsa le réservoir central de kérosène ;
6. Il nous apparaît qu’un événement majeur a dû se présenter sur le côté gauche de l’avion. Il a pu contribuer à la destruction du vol TWA 800, ou en être la cause.

### ARAP
L'Associated Retired Aviation Professionals (ARAP), en français « Association des professionnels retraités de l'aviation », a été créée en 1997 dans l'objectif d'effectuer une analyse indépendante de l'écrasement du vol TWA 800. Elle est composée d'anciens officiers supérieurs et de pilotes de l'aviation civile.
Son rapport, encore provisoire, défend l'hypothèse d'une destruction de l'avion par un missile, probablement de type sol-air, et donc probablement d'origine criminelle. Le commandant William S. Donaldson, officier de Marine à la retraite, qui mena une enquête indépendante, n’est pas d’accord avec la théorie officielle. Selon le commandant Donaldson, « les grands jets de transport, construits par l’industrie aéronautique, ont accumulé au moins l’équivalent de cent cinquante mille années de vol. Il n’y a jamais eu une seule explosion des réservoirs de carburant au cours de ces vols » (lettre à la NTSB, etc.).
De nombreux témoignages ont été compilés à partir d’articles de journaux, de photos des points d’impact des missiles et de communications apparues sur Internet, par un enquêteur privé, Michael Hull, en collaboration avec le commandant Donaldson, lequel pense que le vol TWA 800 fut abattu par une attaque terroriste. Des documents audio ont été obtenus des témoins Goss et Dougherty, dans lesquels ils décrivent comment l’un des missiles changea violemment de direction. Ces témoignages ont été utilisés pour trianguler les points de départ de deux missiles, en accord avec les données du radar. Hull et Donaldson s’accordent pour dire que le réservoir de l’aile centrale explosa à peu près à 8 000 pieds (2 438 mètres), environ 24 secondes après que l’avion a été décapité par un missile à 13 000 pieds (4 000 mètres) d’altitude.
À la suite de l’attaque du vol TWA 800, Hull a acquis la conviction d'avoir la preuve d'une similitude concernant un missile lancé sur un avion près de Long Island en novembre 1996, dans un incident semblable à celui du vol TWA 800. Le vol TWA 884 (de New York à Tel-Aviv) fut détourné à temps de la région problématique. En mars 1997, au moins trois avions partant de Newark et de LaGuardia ont observé un missile lancé dans leur voisinage. Deux incidents semblables ont eu lieu dans l’espace aérien de New York concernant des vols de Swissair. Ceux-ci ont précédé l’accident catastrophique du vol Swissair 111 à l’occasion du dixième anniversaire de l'explosion du vol 103 de Pan Am Airlines. Hull a assemblé des transcriptions et des documents audio de la FAA concernant ces incidents, et obtenu des dossiers grâce au Freedom of Information Act. Le fait que des missiles aient été lancés dans l’espace aérien de la ville de New York est pour lui une preuve circonstancielle clé démontrant que l’attaque du vol TWA 800 a été une entreprise terroriste fomentée par un État.
Le major Fred Meyer dit avoir vu abattre le TWA 800 alors qu’il pilotait l’un des premiers hélicoptères à être sur les lieux de la catastrophe. Dans un discours donné à la Granada Forum le 12 mars 1998, le major Meyer déclara : « Lorsque l’on pilote un hélicoptère à 120 nœuds sur le Vietnam du Nord, dans le triangle de fer — la zone aérienne la mieux défendue de toute l’histoire des conflits armés —, on voit beaucoup de missiles, on voit beaucoup de DCA — et j’en ai vu beaucoup —, je sais à quoi cela ressemble. Le but de ma présence ici ce soir est de vous dire que ce que j’ai vu exploser dans le ciel le 17 juillet 1996 était de la munition militaire. Nous sommes ici pour déclarer qu’il ne s’agit pas d’un accident — quelqu’un a abattu cet avion. »

### FIRO
La Flight 800 Independent Researchers Organization (FIRO), en français « Organisation des enquêteurs indépendants concernant le vol TWA 800 », a été créée par un groupe de citoyens américains en avril 1999. Certains de ses membres sont des professionnels de l'aviation, d'autres sont ingénieurs, scientifiques ou même enquêteurs spécialisés dans les écrasements d'avion.
Elle lança une pétition auprès de la NTSB pour que celle-ci ré-étudie le dossier du vol TWA 800, en prenant en compte notamment les témoignages visuels recueillis par le FBI et non communiqués au NTSB, en violation du Titre 49 de la loi fédérale de régulation.
Cette organisation met en avant l'existence de tracés radar montrant le déplacement, aux abords du vol TWA 800, d'un objet volant à la vitesse de mach 2. Elle met également en avant les 260 témoins visuels ayant aperçu une trace lumineuse incandescente, et notamment les 94 personnes affirmant que la trajectoire de cette trace partait du sol. À partir de la base de données des lieux de récupération des débris, l'organisation remet en cause les vidéos de simulation du FBI scénarisant l'écrasement en fonction de l'hypothèse émise par la NTSB.
La FIRO relève également la présence d'un bateau suspect dans la zone du vol, car il est parti à grande vitesse et ne s'est ni identifié, ni n'a appelé le numéro 800 mis en place par le FBI.
L'organisation conclut que la cause la plus probable de l'écrasement du vol TWA 800 serait l'explosion d'un missile « surface-air » sur ou à proximité de l'avion.

## Mémorial du vol TWA 800
Un monument, le TWA Flight 800 International Memorial, a été construit face à la mer en juillet 2004 sur une parcelle de deux acres dans le Smith Point County Park, à Shirley sur Long Island, non loin du lieu de l'accident, grâce à des fonds levés par l'association des familles du vol TWA 800. Il comprend les quatorze drapeaux correspondant aux différentes nationalités des victimes et une grande dalle incurvée de granit noir avec le nom gravé des 230 victimes et de l'autre côté, une gravure représentant une vague relâchant 230 mouettes dans le ciel. En juillet 2006, a été ajoutée une sculpture de 3 mètres, stylisant un phare, œuvre de Harry Edward Seaman qui a perdu un cousin dans l'accident. Ce phare se trouve sur un tombeau renfermant des affaires personnelles des victimes[réf. nécessaire].

## Épave de l'avion
L'épave reconstituée du Boeing est conservée dans un bâtiment du NTSB construit à cet effet, à Ashburn, en Virginie. Depuis l'année 2000, après la clôture de l'enquête, elle est utilisée pour la formation des enquêteurs intervenant sur les accidents d'avion,,. De 2015 à 2019, elle a permis la formation en moyenne de 2 620 personnes par an. Le NTSB va arrêter l'utilisation de cette épave à partir de juillet 2021, qui sera par la suite numérisée en 3D. Elle sera par la suite démantelée car, en accord avec les familles des victimes, elle ne sera pas exposée.

## Médias
L'accident a fait l'objet d'un épisode de Secrets d'actualité intitulé «Les Mystères du Vol TWA 800 » (Saison 2004-2005 diffusé le 17 juillet 2005), dans la série télé La Minute de vérité « Le dernier vol TWA 800 » (deuxième saison 2005-2006) et dans Dangers dans le ciel nommé « Preuve explosive » (saison 17 - épisode 4).

### Anecdotes
- À l'époque où le Club Dorothée était à son apogée, ses animateurs et leur producteur Jean-Luc Azoulay revenaient d'un tour du monde qu'ils s'apprêtaient à clore avec un vol reliant New-York à Paris. Celui-ci étant non-fumeur, Jean-Luc Azoulay, grand consommateur de tabac, décida, à la dernière minute, d'échanger son billet et celui de tous ses collaborateurs avec le vol suivant. Une initiative dont il n'imaginait pas alors les allures de miracle qu'elle allait bientôt revêtir : car le vol sur lequel lui-même et son équipe étaient initialement prévus, devenu tristement célèbre par son numéro TWA800, explosa en vol, vingt minutes après son décollage, ce 17 juillet 1996. Un miracle qu'Ariane racontait hier en ces termes : « On a fait un tour du monde en dix-huit jours. On était dans l'avion, on dormait dans l'avion, on sortait de l'avion, on était dans un pays nouveau... Et le dernier vol que l'on devait prendre, un New York-Paris était non-fumeur. Grâce à Jean-Luc Azoulay, on est donc vivants. Comme quoi, la cigarette peut sauver la vie ! »[42].

### Documentaires télévisés
- « TWA-800 : L'énigme du vol New York / Paris » le 17 juillet 2005 dans Secrets d'actualité sur M6, puis le 13 mai 2009 dans Enquêtes criminelles : le magazine des faits divers sur W9.
- La Minute de vérité, en 2004, 10e épisode de la 2e saison, Le Dernier Vol TWA 800, sur National Geographic Channel.

- Air Crash saison 17, épisode 4 - Preuve explosive (vol TWA 800) mars 2017 sur National Geographic Channel